# Marina da Glória
La Marina da Glória es un puerto deportivo ubicado en el barrio de Glória de Río de Janeiro. Forma parte del parque de Flamengo y tiene acceso a la bahía de Guanabara.
Fue la zona de varada de los barcos que disputaron las competiciones de vela en los Juegos Panamericanos de 2007 y en los Juegos Olímpicos de 2016. 